# Portret Émila Zoli
Portret Émila Zoli (fr. Portrait d'Émile Zola) – obraz olejny francuskiego malarza Édouarda Maneta namalowany w 1868, a obecnie przechowywany w Musée d’Orsay w Paryżu. Dzieło ma wymiary 146,3 cm wysokości i 114 cm szerokości.

## Historia
Émile Zola w młodości był przyjacielem Cézanne'a. Był też miłośnikiem malarstwa, szczególnie tego, którego nie akceptowała oficjalna krytyka. Wcześnie zwrócił uwagę na Maneta, gdyż uważał go za wielkiego artystę. W 1866 napisał artykuł chwalący malarza i opublikował go w La Revue du XXe siècle. Rok później znów wziął go w obronę przy okazji wystawy urządzonej przez Maneta. Zola twierdził, że malarz jest na tyle wybitny, iż jego obrazy znajdą się w Luwrze. Artykuł został opublikowany w formie broszury w niebieskiej okładce. Manet, chcąc wyrazić swą wdzięczność pisarzowi za pochwałę swej twórczości, zaproponował mu pozowanie do portretu. Zola pozował mu siedem lub osiem razy od listopada 1867 do lutego 1868. Obraz został wystawiony w Salonie w 1868 i, jak inne dzieła Maneta, od razu wzbudził falę krytyki.

## Opis
Obraz przedstawia pisarza w pozycji siedzącej, trzymającego w lewej ręce książkę. Prawdopodobnie jest to L'Histoire des Peintres Charlesa Blanca. Wydaje się, że sam portret nie jest najważniejszy, gdyż po pierwsze postać pisarza zbudowana jest z jednolitych, płaskich plam kolorystycznych, a po drugie na obrazie znajduje się wiele elementów symbolicznych, które określają osobowość i profesję Zoli. Pisarz przedstawiony jest przy stoliku, na którym stoi kałamarz z piórem, co wskazuje na zawód portretowanego. Na stoliku można też dostrzec broszurę w niebieskiej okładce. Jest to wspomniana wcześnie publikacja sławiąca Maneta. Z lewej strony widać fragment jedwabnego parawanu z motywami japońskimi. Nawiązanie do sztuki japońskiej wyrażone jest też przez obecność ryciny Utamaro. Obok niej widoczna jest reprodukcja obrazu Olimpia Maneta, uważanego przez Zolę za najwybitniejsze dzieło malarza. Nad nim znajduje się fragment reprodukcji obrazu Diego Velazqueza Los Borrachos, albo Triumf Bachusa, co wskazuje na wspólne zainteresowanie Zoli i Maneta sztuką hiszpańską. Mamy tu do czynienia ze zjawiskiem obrazu w obrazie.